# سوراج بانشولي
سوراج بانشولي (5 يونيو 1990) هو ممثل هندي ظهر لأول مرة في فيلم هيرو من إنتاج سلمان خان، هو أبن الممثل بوليوودي أديتيا بانشولي والممثلة زارينا وهاب، فقد تعلم تمثيل والرقص وفضلا عن ذلك فنون دفاع عن النفس.

## حياته المهنية
كان مساعد المخرج سانجاي ليلا بهنسالي في فيلم جوزاريش (2010) من بطولة هريتيك روشان وآيشواريا راي، وأيضا ظهر كمساعد للمخرج كبير خان في فيلم اك ذا تايغر (2012) من بطولة سلمان خان وكاترينا كيف، وكما ظهر في مقطع فيديو مع جاكلين فيرنانديز.
ظهر لأول مرة كـ ممثل في 2015 في فيلم هيرو بدور البطولة بدور سوراج بجانب آتيا شيتي وفي حين أديتيا بانشولي وفيفان باتنا في دور خصوم، كان هذا فيلم من أنتاج سلمان خان.

## حياتة الشخصية
اعتقل بانشوالي في 2013 في قضية انتحار الممثلة جيا خان لمدة قصيرة، كما له علاقات قوية مع تايغر شروف أبن الممثل الشهير جاكي شروف.

## الافلام
| السنة | فيلم              | الدور                                                    | المخرج              | ملاحظة                                     |
| ----- | ----------------- | -------------------------------------------------------- | ------------------- | ------------------------------------------ |
| 2010  | غوزاريش           | —                                                        | سانجاي ليلا بهنسالي | مساعد مخرج                                 |
| 2012  | إيك تا تايغر      | —                                                        | كبير خان            | مساعد مخرج                                 |
| 2015  | Hero              | Suraj Kaushik                                            | Nikkhil Advani      | Debut film, جوائز ستارداست، جوائز فيلم فير |
| 2019  | Satellite Shankar | Shankar                                                  | Irfan Kamal         | [ 5 ]                                      |
| TBA   | Time to Dance     | TBA Ravan Raaj: A True Story Dr Suraj Verma Geeta Mother | Stanley D'Costa     | [ 6 ]                                      |

## روابط خارجية
- سوراج بانشولي على موقع IMDb (الإنجليزية)